# Jeremiel

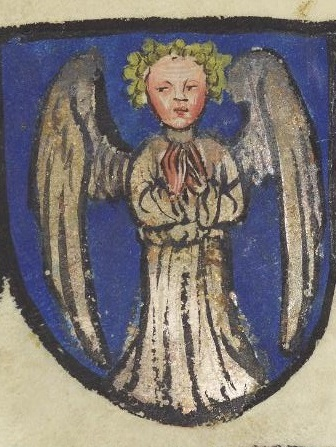
Anděl (autor: Aires Augusto Nascimento)

Jeremiel, Jeremi-el (hebrejsky אציל ušlechtilý, vznešený) je tichým archandělem židovského starověku, patřícím k andělům předzvědění. V tomto ohledu je blízký archandělu Gabrielovi. Připisuje se mu mnoho vlastností, ačkoli není nikde zmiňován a patří k ústní tradici. Podle zvyklostních charakteristik hovořil s dušemi zemřelých před příchodem Mesiáše na svět. Náleží k sedmi nejvyšším andělům.

## Judaismus
O židovském archandělu Jeremielovi se zmiňuje kabalistická mystika v novodobém judaismu v knize Sedm bajek židovských. Anděl je v příběhu jmenován dvakrát, ještě předtím (bez uvedení jeho jména) žádá ostatní archanděly o víno: Obrátil se na Birku, aby ho rozlévala. Žebračka však doma víno neměla a prosila o odpuštění, že ho nemá. Jeremiel ji odkázal na roh místnosti, v níž se všichni s dívkou nacházeli, seděli u stolu a prázdných číší. Když to zjistila, víno z měchu donesla a rozlévala andělům, ... krvavě rudé jako rubín a lesklé jako světlo slunce odrážející se od hladiny moře. Charakterem sdělení jde o později zmíněného Jeremiela vzhledem k jeho povaze, jako se děje i u dalších andělů, pokud se kromě často jednoznačného Raguela nějak charakterově projevují. Jeremiel je milovníkem vína, spojeného s  pozdějším novozákonním odkazem na samotného Boha, tvůrce vinných keřů a zmíněného Ježíšem. 
Já jsem ten vinný kmen pravý, a Otec můj vinař jest
říká Ježíš svým učedníkům. Každý archanděl, nesoucí svým jménem některou z vlastností Boha, jemuž slouží, je předobrazem židovského Mesiáše, a to v konkrétní dané podobě. Jeremiel miluje přírodu, chrání pastviny židovských rolníků, je patronem starověkých zemědělců, a potažmo s dalšími archanděly, Raguelem, Arielem, Gabrielem a Michaelem, tvoří pátého patrona izraelského národa.
Neexistující zmínky o Jeremielovi, nepočítáme-li pseudodetekce z apokryfů, jejichž obsah nedává stoprocentní odkaz na právě Jeremiela a je pouze domyšlen, určují vlastnost tohoto archanděla pouze odpočitatelně, podle výčtu předchozích, vyjádřených u ostatních archandělů, Přítele Božího a mstitele práva Raguela, ohnivého Cheruba a zvěstovatele Tóry Ariela, láskyplného a něžného Haniela, uzdravovatele lidí i zvířat Rafaela a nebo svárlivého Cheruba Satana, naznačují jedinou výchozí a scházející variantu vlastnosti, nesenou Jeremielem, a tou je právě láska k vínu a vinným plodům, jakou měl později Mesiáš, Ježíš. V židovské bajce, jakožto jediné existující zmínce o Jeremielově osobě, je právě tato vlastnost dokreslena poukazem na víno, nalévané osiřelou židovskou žebračkou, již navštíví pětice andělů.  Stejně tak Mesiáš podle novozákonních vylíčení, sedával s nejchudšími, často provinilými nedbalci Tóry, s prostitutkami a výběrčími cla, s nimiž k údivu zákoníků a farizeů víno popíjel. Jeho význam není dán ale pouze Novým zákonem. Víno patřilo vždy k tradicím judaismu a je proto naprosto nemyslitelné, aby některý z nejvýznamnějších archandělů židovství, nenesl tuto artikulu – obsahem svého jména. Jeremiel je co do svého jména takřka zcela totožný s prorokem Jeremiášem, u obou dvou jde pouze o rozdíl mezi koncovkou označující Boha. Jeremiáš- jah a Jeremielel- el. Obě představují označení Boha ve starohebrejském pojetí, přičemž El jde ještě dál, až do panteonu kanaanských božstev, zatímco Jah už je výhradně hebrejské označení svatého Jména, výhradně určené pro  Boha Izraele. Katolická církev nazývá Jeremiáše předobrazem Krista, tudíž právě tato jedinečnost prorokova ukazuje i na jeho jméno, dané mu Bohem. ... připravoval křesťanskou novou smlouvu a jeho odříkavý a trpitelský život v Boží službě mohl nejprve poskytnout určité rysy pro postavu Služebníka v Iz 53 (rozuměj: Ježíše) a potom z Jeremiáše učinit i předobraz Kristův.

## Význam jména
Anglická verze wikipedie uvádí, že jméno anděla Jerahmeel (Jeremiel) také znamená Bůh má soucit. Ve skutečnosti tomu hebrejština nakloněna příliš není. Samotné jméno Jeremiášovo i Jeremielovo pochází ze slov jamim nora´im, doslova vysoké svátky. Sousloví je nejbližší představě obou jmen a jiné si lze představit už jen stěží. Jeremiášovo jméno se vykládá podle tradice především různými obšírnými snahami jako povýšený Bohem nebo Bůh vystupující, vystřelující, vyvýšený.  Od toho je odvozováno, že Bůh Jeremiáše vyvýšil. Totéž by platilo i pro Jeremiela, protože obě jména jsou hebrejsky zcela stejná, představující podstatu výše, spojitě s Bohem. Víno se pak řekne hebrejsky jajin, a ve spojitosti s jamim nora´im jajin adom jde o vysoké svátky červeného vína. Teofanie umožňující mysticitu pojmenovávání věcí nám dovoluje utkávat ze slov významy, jež lze přiřadit k událostem popisovaným v Písmu. Jaminjam = Jemi, naznačuje, že se ocitáme blízko pravdy, která utváří koncept jména archandělova. Hebrejské slovo Reš, které chybí uprostřed jemi, tedy Je-re-mi a dává nám základ pro pochopení obsahu Božské vlastnosti, znamená povznesení; krom toho je dvacátým písmenem hebrejské abecedy. Doslova by tento vývod vycházel ve větu: svátky povznesení vína, jež by představovala Jeremielovo jméno. Odtud již vede cesta k plnému pochopení mesiášské spásy, předzvěděné archandělem. Ve znění názoru katolické církve (viz výše), je Jeremiáš předobrazem Kristovým, přičemž Kristus, tedy židovsky Mesiáš, je Tím, kdo povýšil víno na svou krev a kdo ji prolil na mučednickém dřevu probit hřeby na rukou a na nohou, kdo však také byl povýšen na tomto dřevu znamenajícím spásu. Tak jako tedy prorok Jeremiáš byl předobrazem Mesiáše, jak píše katolická církev, tak také židovský archanděl Jeremiel byl předobrazem svého vzoru. Víno, obsahující šifru jeho jména, ukazuje cestu, tedy vyvýšení krve Mesiáše v pozvednutém kalichu při čtvrteční večeři v Jeruzalémě, jako by Ježíš řekl: Kráčejte cestou povznesení, vezměte tento kalich – a pijte z něho všichni, neboť toto jest má krev, která se prolévá za mnohé na odpuštění hříchů. To čiňte na mou památku... V kabalistické bajce Birka přijímá z rukou archanděla kalich vína své vlastní spásy, záchrany z chudoby, osamocení a smutku po smrti svých rodičů, v beznadějné slepotě své životní cesty. A přijímá jej způsobem v signifikantní dějové obraznosti – o staletí později, bez jakéhokoli očekávání naplnění času přijali učedníci Mesiáše kalich své spásy, i spásy pro svět, na němž položili své životy při zvěstování nové cesty judaismu, zaslibované už Mojžíšem v Tóře.

## Poselství Jeremielovo
Jeremiel je tedy andělem soucitu, vyjádřením Božího smilování, lásky a naděje a cesty víry v to, že Bůh je milosrdný. Dřívější obraznost se stává opravdovou skutečností, přičemž to, co je obrazem (v příběhu) bylo převzato od pozdějšího pravdivého dění. Jeho jméno Jeremiel znamená Víno, z něhož vzchází povznesení duše, euforie blaženosti nebeského ráje. A možná, i když to není ničím dovozeno, jsou všude odkazy na posmrtný atribut archanděla Jeremiela oprávněné, v nich hovoří s dušemi mrtvých. Bylo by to logické, židovská duše toužila po Mesiáši a touží po něm stále, jen nechce přijmout nenadálost, přeje si vědět od nepaměti, kdy se stane, co proroci slibovali, a než přišel Mesiáš, nepoznaný a zahalený v šatu všednosti, aby zachránil již po sté židovský národ z neúnosných těžkostí, byl právě obraz vznešeného Jeremiela tím, kdo Mesiáše symbolizoval, zastupoval, a přinášel dříve než On, avšak jen v přáních duše – poznání lidem o životě ve věčnosti. Jeremiel se nikdy nezjevil, očekával-li jej národ spatřující v jeho povaze spásu, nedošlo k tomu. Dny dávného zjevování Panovníka na Chorébu už se stejným způsobem nikdy nevrátily.